# 韋達 (練馬師)
韋達（英語：Douglas J. Whyte；1971年11月15日—），被馬迷暱稱為「達少」，南非德班市出生，是香港賽馬會所屬練馬師。韋達由1996年開始，皆以香港作為策騎基地，並曾十三度榮膺香港冠軍騎師殊榮，遂也有「十三少」、「韋十三」的暱稱。2019年2月10日，韋達正式掛靴，結束多年來的從騎生涯，季後更獲香港賽馬會頒終身成就獎。2019-2020年度馬季，韋達在港轉任練馬師。

## 簡介
韋達自2000-2001年度馬季開始，一直至2012-2013年度馬季連續13屆榮膺香港冠軍騎師頭銜，故被香港馬迷尊稱他為「十三少」。此外，韋達分別於2003-2005年度馬季及2008-2013年度馬季連續5年榮膺「最受歡迎騎師」殊榮。韋達在港策騎二十多季，累積頭馬超過1,800場，是目前在港累積頭馬第二多，及贏得獎金最多的騎師紀錄保持者（逾十六億港元）。

## 從騎生涯
韋達來港發展前一直於南非策騎，並在南非贏得多項大賽，人稱「德班魔鬼」。韋達自1996年開始來港發展，早期為愛倫的馬房騎師。
1996年，韋達來港客串三個月，並於1996年9月8日，憑策騎王登平馬房的「東北烈馬」取得在港首場頭馬勝仗。
1997年4月13日，韋達憑主策南非代表馬「倫敦新聞」奪得女皇盃。馬會表示當時騎師短缺，希望韋達季尾兩個月在港策騎，最後韋達決定放棄南非的事業並留港策騎。
2003至2004年馬季，韋達首次於一個馬季內勝出超過100場頭馬，成為香港首位於一季內勝出100場頭馬的騎師。
2004年10月23日，韋達於跑馬地馬場先後憑「鳳凰之寶」、「大將之風」、「金津威」、「快而勁」及「巧奪天工」取勝，個人首度在跑馬地馬場單日豪取五捷。
2004年12月4日，韋達在日本阪神競馬場舉行的世界超級騎師大賽中，與薛寶力並列冠軍。。
2005至2006年度馬季，韋達取得了114場頭馬勝仗，再次打破個人所保持的單季勝出頭馬紀錄，而這個紀錄直至2014-2015年度馬季才被莫雷拉打破。
2007年12月9日，韋達累積共947場頭馬，正式打破由告東尼所保持的946場頭馬紀錄，成為香港賽馬史上勝出最多頭馬的騎師，同日他獲香港賽馬會頒發金碟作紀念。
2008年4月27日，韋達於沙田馬場先後憑策騎「東方遊戲」、「首飾奇寶」及「首飾寶寶」取得三場頭馬勝仗，加上於同日策騎「好利威」跑入第二名位置，令他奪得來港以來的首次騎師王榮譽之外，亦成為自香港賽馬會推出此項新彩池以來第二位勝出的騎師。
2008年5月4日，韋達於沙田馬場先後憑策騎「百利寶」、「龍船旺」、「超班」及「十則圍之」取得四場頭馬勝仗，加上於同日策騎「皇河」跑入第二名位置及策騎「奇異福星」跑入第三名位置，令他再度奪得騎師王榮譽之外，亦成為自香港賽馬會推出此項新彩池以來首位第二度勝出的騎師。
2008年7月1日，韋達連續8個馬季成為香港冠軍騎師，打破了摩加利與馬佳善共同保持的7屆冠軍紀錄。
2008至2009年馬季，韋達再次取得香港冠軍騎師，在7月1日雖然奪得「最受歡迎騎師」獎，但是由於該天沒有馬勝出，因而被馬迷喝倒采。
2009至2010年馬季，韋達取得了100場頭馬勝仗，最終以一場頭馬勝仗之差險勝當季取得99場頭馬勝仗的柏寶，連續10屆成為香港冠軍騎師。
2009年，韋達在香港賽馬會屬下網站myHKJC撰寫首個騎師網誌。
2010年3月14日，韋達憑策騎「極品絲綢」首度攻下香港打吡大賽，使其輝煌香港賽績近乎完美無缺。2010-2011年度馬季，韋達贏得96場頭馬，並在季內夥拍「雄心威龍」奪得一級賽女皇盃。2010年獲邀從秋季天皇賞策騎網絡電郵，放棄策騎香港賽事，不過賽事途程影響榮進神駒，結果網絡電郵被貶至包尾，韋達亦日本中央競馬會被罰相當於三個香港賽馬日停賽。
2012年3月18日，韋達憑策騎「陽明飛飛」，再度勝出香港打吡大賽。
2013年3月17日，韋達憑策騎高伯新馬房的賽駒「事事為王」勝出香港打吡大賽，令他成為歷來第三位三奪香港打吡大賽的騎師，並追平了巫斯義在10年前一直保持下來的同樣紀錄。
2013年4月7日，韋達在沙田馬場憑策騎「伽楠」、「駿盈」、「如你所願」、「多豐裕」、「品學兼優」和「風花雪月」取得單日勝出六場頭馬的佳績，追平了柏寶在2010年6月20日所創下的同樣紀錄。至於韋達在當天的其餘坐騎亦分別取得了三個第二及一個第三的成績（除了「狄奧圖」敬陪末席外），結果他以破紀錄之94分勝出當天的騎師王，這個高分紀錄直至2017年3月5日才由莫雷拉以96分打破。
2013-2014年度馬季，隨著莫雷拉來投及潘頓的進一步崛起，令韋達連續十三屆成為香港冠軍騎師的紀錄告終。不過，韋達在該季亦偶有佳作，當中他在2014年12月14日國際賽日策騎八匹坐騎，結果取得四捷及四個第二的佳績，最終他亦以72分成為當天騎師王。韋達在該季合共取得了八十八場頭馬勝仗，屈居潘頓及莫雷拉之後，位列騎師榜季軍席位。
2015-2016年度馬季，韋達得到各馬房所提供的實力座騎數量驟減，致使他季內的頭馬數目亦大幅下滑（截至2016年5月底，韋達僅得31場頭馬勝仗）。韋達在南華早報專訪中回顧成績下滑原因，指出主要原因是由於有報導指他會在來季申請成為練馬師，故此令他得到的支持大幅減少。不過，韋達在專訪中表明現階段不會考慮退役，亦否認會在短期內申請成為練馬師，並表示已經向香港賽馬會申請2016-2017年度全季騎師牌照。2015-2016年度馬季，韋達贏得36場頭馬勝仗。季後，他到日本函館作一個月短期客串，期間他合共取得六場頭馬勝仗。
2016年12月3日，韋達到珀斯雅士閣馬場作一天客串上陣，並策騎Scales Of Justice出戰京士頓城經典賽，賽事尾段韋達疑錯誤判斷終點位置而提早停止催策，致使座騎最終僅以0.1個馬位之差落敗，結果他被當地競賽小組裁定未有力策坐騎至終點，因而判罰他停賽一個月，期間他需要合共停賽七個香港賽馬日。  2017年1月18日，韋達停賽期滿復出，並在沙田馬場第六場賽事憑策騎方嘉柏馬房的「傾心星」取勝，騎練自2011年3月16日合作「百利拍檔」勝出後，事隔接近六年再合作取勝。
2016-2017年度馬季，韋達合共勝出41場頭馬，位列騎師榜第四位。雖然韋達頭馬數字有所回升，但他在該季未能勝出任何一場分級賽或一班賽事，是他在港策騎二十多年來首次。季後，他到日本中京競馬場作一個月短期客串，並在期間取得七場頭馬勝仗。
2018年10月28日，韋達於跑馬地馬場第九場賽事憑策騎葉楚航馬房的「軍民歡」勝出，贏得個人在港第1800場頭馬，在港贏得獎金亦累積達16億元。賽後，韋達對媒體表示能夠在港勝出1800場頭馬有著很大意義，而且是一個傑出的成就，因為當中充滿了他付出的努力，才能夠得到這個成果。韋達亦再次重申，現時他身心狀態仍然很好，暫時未有打算退休，更希望能夠在港贏得2000場頭馬。
2019年1月22日，韋達宣佈掛靴並會在2019/2020年度馬季轉任練馬師。2019年1月30日，韋達最後一次以騎師身份在跑馬地馬場上陣，他在跑馬地馬場最後一匹坐騎是告東尼馬房的「加州更好」。雖然韋達在該場僅獲第五，但賽後他策馬往觀眾席，向現場數以千計馬迷致意，感謝他們一直以來的支持，期後更獲一眾騎師列隊歡送。韋達在港策騎22年來，在跑馬地馬場合共勝出572場頭馬，亦曾在此地三度勝出國際騎師錦標賽冠軍。

2019年2月10日，韋達於沙田馬場上演其從騎生涯終極一戰。雖然韋達在當天未能贏得頭馬，但其策騎的坐騎亦能連場跑入前列，包括憑第二場的「牛角仔」及第八場的「帆哥兒」取得兩席亞軍，而在第七場中，韋達夥拍「大風暴」更與頭二馬幾乎同時衝線，結果僅以短距離之差跑獲季軍。韋達從騎以來最後一匹坐騎，是由約翰摩亞馬房提供的「志在四方」，最終跑獲一席殿軍。韋達在港策騎22年來，合共勝出1,813場頭馬，其從騎生涯最後一場頭馬於2019年1月20日憑策騎蘇保羅馬房的「白鷺飛翔」取得。
2019年7月14日馬季煞科日，韋達於冠軍人馬獎頒獎禮上獲頒終身成就獎，以表揚他從騎期間所取得的傑出成就。韋達是繼愛倫和簡炳墀兩位練馬師後，迄今第三位獲頒終身成就獎的馬壇名人，更是首位獲此殊榮的騎師。

#### 本地頭馬紀錄
| 日期           | 成就            | 場地   | 馬名     | 練馬師   | 備註 |
| -------------- | --------------- | ------ | -------- | -------- | --- |
| 1996年9月8日   | 第1場田草頭馬   | 沙田   | 東北烈馬 | 王登平   | |
| 1996年9月11日  | 第1場頭馬       | 跑馬地 | 世外桃源 | 黃汝安   | |
| 1996年10月23日 | 第1場泥地頭馬   | 沙田   | 玉面威龍 | 告東尼   | 玉面威龍在港最後一次服役，以第六次勝出劃上完美句號。 這也是新晉練馬師告東尼首場泥地頭馬， 而告東尼曾以騎師身分，三度策騎玉面威龍勝出。 |
| 1998年2月25日  | 第100場頭馬     | 跑馬地 | 幾威     | 約翰摩亞 | |
| 1999年10月16日 | 第200場頭馬     | 沙田   | 必長勝   | 愛倫     | |
| 2001年3月17日  | 第300場頭馬     | 沙田   | 交得準   | 黃汝安   | |
| 2002年5月11日  | 第400場頭馬     | 沙田   | 打邊爐   | 羅國洲   | |
| 2003年6月7日   | 第500場頭馬     | 沙田   | 眾耀     | 呂健威   | |
| 2004年6月2日   | 第600場頭馬     | 跑馬地 | 晨曦彩虹 | 葉楚航   | |
| 2005年5月21日  | 第700場頭馬     | 沙田   | 水星     | 岳敦     | |
| 2006年5月17日  | 第800場頭馬     | 跑馬地 | 我來也   | 葉楚航   | |
| 2007年6月3日   | 第900場頭馬     | 沙田   | 包裝大師 | 何良     | |
| 2007年12月9日  | 第947場頭馬     | 沙田   | 高點     | 沈集成   | 超越告東尼成為香港賽馬史上在港贏出最多頭馬的騎師                                                                                       |
| 2008年3月12日  | 第100場泥地頭馬 | 沙田   | 富高盈   | 文家良   | |
| 2008年5月4日   | 第1000場頭馬    | 沙田   | 十則圍之 | 蘇保羅   | 香港賽馬史上第一位在港贏出第一千場頭馬的騎師                                                                                           |
| 2009年4月5日   | 第1100場頭馬    | 沙田   | 再豐裕   | 蔡約翰   | 勝出主席錦標 |
| 2010年6月9日   | 第1200場頭馬    | 跑馬地 | 旅英駿駒 | 文家良   | |
| 2011年5月7日   | 第1300場頭馬    | 沙田   | 佳景良駒 | 葉楚航   | |
| 2012年4月9日   | 第1400場頭馬    | 沙田   | 精算縱橫 | 蔡約翰   | |
| 2013年4月28日  | 第1500場頭馬    | 沙田   | 隨心隨意 | 葉楚航   | |
| 2014年5月21日  | 第1600場頭馬    | 跑馬地 | 愛寶     | 徐雨石   | |
| 2015年11月11日 | 第1700場頭馬    | 跑馬地 | 金領宙   | 苗禮德   | |
| 2018年10月28日 | 第1800場頭馬    | 跑馬地 | 軍民歡   | 葉楚航   | |
| 2019年1月20日  | 第1813場頭馬    | 沙田   | 白鷺飛翔 | 蘇保羅   | |

## 宣佈掛靴，轉任練馬師
雖然韋達曾經表示他身心狀態仍然很好，暫時未有打算退休，亦希望能夠在港贏得2000場頭馬，但事情卻突然峰迴路轉。2019年1月22日，香港賽馬會召開特別記者會，宣佈牌照委員會已經同意向韋達發出2019/2020年度馬季練馬師牌照，並由2019年2月11日星期一起撤銷先前發給韋達的馬會騎師牌照。這意味著韋達策騎至2月10日年初六賀歲馬後，便會正式掛靴，結束他在港23年的策騎生涯。
韋達獲發練馬師牌照，成為繼鄭棣池及告東尼後第3位獲香港賽馬會發出練馬師牌照的現役騎師。香港賽馬會賽馬事務執行總監夏定安表示，韋達是傑出的賽馬人才，為香港馬壇作出重大貢獻，是令香港賽馬得以達至世界級水平的重要一員。此外，夏定安亦指出韋達的騎技精湛且具備豐富的賽馬知識，這些有利條件均會有助他由出色的騎師轉型為成功的練馬師。
對於獲發練馬師牌照，韋達表示他在馬會召開特別記者會的前一天才收到電話通知，感到非常突然。他亦考慮自己從騎已有一段頗長時間，剛巧在麥菲文突然宣佈離港發展後練馬師職位有空缺，加上隨後的幾年仍會有更多空缺，於是決定向馬會請纓。韋達亦表示，稍後他先會前往英國跟隨當地知名練馬師司徒德爵士、郗國思、皮仕高爵士及高多芬練馬師艾柏賓學藝，但由於英國發生馬流感事件的關係而改為首先去杜拜跟隨其同鄉練馬師郭克學習，在「杜拜超級星期六」賽事完成後才去英國，其後會到愛爾蘭跟隨當地知名練馬師岳伯仁，然後會轉到澳洲向訓練出世界級馬后「雲絲仙子」的著名練馬師華禮納及曾經在香港奪得冠軍練馬師殊榮的大衛希斯砥礪練馬技巧，最後轉到法國參加Arqana兩歲馬試跑拍賣會並競投兩隻編號為61號及138號馬，然後才返回香港設廄從練。 

## 與告東尼關係
韋達與練馬師告東尼在1997-1998年度馬季曾經是主帥關係，其間合共贏得30場頭馬。 不過，韋達經常騎外線馬，被告東尼批評野心太大，兩人在該季馬季未結束便宣佈結束合作關係，自此兩人亦甚少合作。2010年，韋達正式獲解凍，獲多匹告東尼馬匹策騎機會。2010年6月27日，韋達策騎「同歡笑」勝出，並間接令韋達得到香港冠軍騎師。2015年2月1日，韋達更憑策騎「英勇大師」為告東尼取得從練以來第1,000場頭馬勝仗。

## 與苗禮德關係
韋達與練馬師苗禮德曾經是主帥關係，合作無間，但自從韋達在2012年5月6日冠軍一哩賽策騎「雄心威龍」時，因走內欄導致落敗而回，賽後被苗禮德炮轟走位不當導致落敗，自此兩人幾乎完全沒有合作。直至2013年12月4日，韋達在國際騎師錦標賽抽籤抽中苗廐的「風雷」才再次合作，但最終落敗而回。2015年2月1日，因潘頓臨場身體不適需要換人作戰，於是苗禮德臨場決定起用韋達策騎「幸運歡笑」，兩人自2013年後首次再度合作。2015年2月15日，苗禮德與韋達再度合作，韋達在該仗憑策騎「金錢路」取勝而回，這場勝仗亦是兩人自2012年3月18日後，接近三年後再次合作取勝。苗禮德賽後亦答應會繼續向韋達供應座騎，這亦意味著兩人的關係正式和好如初。
2015年11月11日，韋達憑策騎苗禮德馬房的「金領宙」取得在港第1700場頭馬。

## 贏馬機器
韋達被稱為「贏馬機器」是因為他經常能夠替實力超群的馬匹順利勝出，因而令練馬師願意提供最好的座騎給他。

## 從練生涯主要事跡
2019年5月，韋達結束一連串的海外學習後返回香港準備開倉事宜。他向傳媒表示稱他在外地除了向多位知名練馬師學習練馬技巧及馬房管理外，亦在外地的拍賣會購入數隻馬匹。他亦表示他的馬房將落戶奧運馬房，因此他選擇現為霍利時的助理練馬師薛順強與下季來投， 他希望利用薛在奧運馬房的經驗能幫助他。
2019年9月1日馬季開鑼日，韋達於沙田馬場第二場賽事憑「明月昇輝」取勝，贏得其從練以來首場頭馬。
2019年9月8日，韋達於沙田馬場第四場賽事憑「發財寶」勝出東華三院挑戰盃，贏得從練以來首項盃賽錦標。
2019年12月21日，韋達於沙田馬場先後憑兩匹初出馬「輝煌芯」及「量化歡騰」取勝，從練以來首度起孖。
2020年5月4日，韋達獲香港賽馬會牌照委員會管理層批准新任見習騎師周俊樂獲派其馬房跟隨他學藝。
2020年5月9日，周俊樂初次在港上陣便憑策騎其馬房的「承你所願」勝出，師徒合作下凱旋而回。
2019-2020年度馬季，韋達首季從練已經交出不俗成績，最終他在該季累積44場頭馬，位列練馬師榜第9位（但與此同時，葉楚航的頭馬數字由2018-2019馬季的43場頭馬，大幅下調至當季的26場頭馬，而這亦是葉楚航坐實「燉馬佬」污名的其中一個重要因素）。
2021年1月6日，韋達於跑馬地馬場第四場賽事憑「玖寶」於蘇銘倫胯下勝出三級賽一月盃，贏得從練以來首場級際賽。
2021年5月5日，韋達於跑馬地馬場派出多匹實力分子出戰，結果他先後憑「魅力星光」、「天火同人」及「運利多」勝出，從練以來首度單日三捷。
2022年1月5日，韋達憑莫雷拉策騎的「星耀王者」取得在港從練的第100場頭馬。
2022年1月23日，韋達憑何澤堯策騎的「當家猴王」贏得百週年紀念短途盃，取得從練3年以來首場國際一級賽勝利。
2022年2月20日，韋達憑薛恩策騎的「將王」贏得香港金盃，相隔一個月後再度勝出國際一級賽。
2022年5月22日，韋達憑薛恩策騎的「將王」贏得香港冠軍暨遮打盃，勝出他從練以來的第三項國際一級賽冠軍。
2021-2022年度馬季，韋達合共勝出46場頭馬及攻下三項一級賽，是他從練三季以來的最佳成績。
2023年2月18日，韋達於卡塔爾雷恩馬場憑沈拿策騎的「將王」贏得當地一級賽酋長錦標，從練以來首度派馬遠征即獲勝，亦是香港代表相隔3年多以來再度揚威海外。
2023年5月28日，韋達旗下的星級戰駒「將王」在布文胯下於賽事尾段後發先至，以馬頸之先擊敗全熱門勁敵、在賽事沿途一直領放的「浪漫勇士」，成功衛冕國際一級賽香港冠軍暨遮打盃。
2024年4月24日，韋達憑布文策騎「電氣騎士」，取得在港從練第200場頭馬。

## 從騎生涯主要勝出賽事
香港
- 女皇盃 - (3) 倫敦新聞 (1997) 、奔騰 (1998)、雄心威龍 (2011)

- 香港瓶 - (1) - 原居民 (1998)

- 主席短途獎 - (1) - 奔騰 (1998)

- 女皇銀禧紀念盃 - (2) - 必全勝 (1998)、大運財 (2014)

- 香港金盃 - (2) - 原居民 (1999)、雄心威龍 (2012)

- 百週年紀念短途盃 - (2) - 特區之星 (2000)、幸福指數 (2015)

- 香港冠軍暨遮打盃 - (3) - 豪情快勝 (2002)、包裝大師 (2008)、喜蓮巨星 (2015)

- 董事盃 - (3) 好利威 (2007)、雄心威龍 (2012)、精彩日子 (2013)

- 香港盃 - (1) - 事事為王 (2013)

- 香港一哩錦標 - (1) - 精彩日子 (2013)

- 沙田錦標 - (2) - 超級無敵 (2002)、紙醉金迷 (2007)

- 馬會一哩錦標 - (2) - 好利威 (2006)、精彩日子 (2012)

- 主席錦標 - (3) - 好利威 (2008)、再豐裕 (2009)、勁飛寶 (2011)

- 馬會短途錦標 - (2) - 一寶 (2013)、幸福指數 (2014)

- 短途錦標 - (1) - 一寶 (2014)

- 婦女銀袋賽 - (1) - 快嘉福 (1999)

- 百週年紀念銀瓶 - (4) - 駿仕 (2000)、好日子 (2010)、事事為王 (2014)、天才 (2016)

- 沙田銀瓶 - (2) - 飛駿寶 (2004)、水星 (2005)

- 沙田短途錦標 - (3) - 燦惑 (2004)、安畋 (2008)、盈彩繽紛 (2011)

- 皇太后紀念盃- (2) - 實業成功 (2004)、多名利 (2012)

- 一月盃 - (2) - 企業家 (2004)、喜多盈 (2015)

- 國慶盃 - (2) - 友誼至上 (2008)、雄心威龍 (2011)

- 精英碟 - (1) - 怡勝 (2009)

- 精英盃 - (1) - 川河勁駒 (2011)

- 慶典盃 - (1) - 大運財  (2014)

- 華商會挑戰盃 - (1) - 綽力之城 (2014)

- 洋紫荊短途錦標 - (2) - 神舟十號 (2014)、兵威振 (2015)

- 香港經典一哩賽 - (2) - 勁闖 (2004)、大運財 (2013)

- 香港打吡大賽 - (3) - 極品絲綢 (2010)、陽明飛飛 (2012)、事事為王 (2013)

- 樂聲盃 - (3)  聖捷 (1996) 、 原居民 (1998)、 驌龍 (2012)

- 其士盃 - (3) - 威利威 (1997)、活力寶蹄 (2005)、隨心隨意 (2014)

- 廣東讓賽盃 - (4)- 新威王 (2000)、天仲之寶 (2005)、 寶樹勁盈 (2006)、包裝大師 (2007)

- 香港特區行政長官盃 - (2) - 必全勝 (2000) 、 安畋 (2008)

- 跑馬地錦標 - (3) -實力派 (2001)、美猴王 (2010)、軍歌 (2018)

- 賀年盃 - (4) - 金龍華 (2002)、水星 (2004) 、風雲小子 (2005)、精彩日子 (2012)

- 香港馬主協會錦標 - (4) - 北金烈馬 (2002)、隨心隨意 (2013)、 戰利品 (2014)、輝煌星 (2018)

- 沙田一哩錦標 - (2) - 不老傳奇 (2004)、好利威 (2006)

- 保良局百週年紀念盃 - (1) - 勝眼光 (2008)

- 港澳盃- (2) - 飛銀動力 (2011)、太陽好好 (2013)

- 新馬短途錦標 - (2) - 聖利 (1997)、盈彩繽紛 (2010)

- 新馬錦標 - (1) - 戰利品 (2013)

- 京士頓城經典賽（英语：Kingston Town Classic） - (1) - 魔力蹄 (2014)

- 火車路錦標（英语：Railway Stakes (Perth racing)） - (1) - Scales Of Justice (2016)

- 李斯蒂雅經典賽（英语：Lee Steere Classic） - (1) - Lite'n In My Veins (2015)

- 日本中央競馬會錦標 - (1) -  捕傻瓜 (2017) [38]

 南非
- 大都會錦標 - (1) - 倫敦新聞  (1997)

 日本
- 函館兩歲錦標（日语：函館2歳ステークス） - (1) - Ambroise (2004)

- 函館紀念賽 - (1) - 高善之星 (2010)

## 從練生涯主要勝出賽事
香港
- 百週年紀念短途盃 - (1) - 當家猴王 (2022)

- 香港金盃 - (1) - 將王 (2022)

- 香港冠軍暨遮打盃 - (2) - 將王 (2022、2023)

- 一月盃 - (1) - 玖寶 (2021)

- 香港馬主協會錦標 - (1) - 都靈太陽 (2022)

- 東華三院挑戰盃 - (1) - 發財寶 (2019)

- 仁濟盃 - (2) - 承你所願 (2019)、全勝神駒 (2021)

- 粵港盃 - (1) - 	順意寶 (2020)

- 浪琴表錦標 - (1) - 紅粉彩影 (2020)

- 公益金盃 - (1) - 都靈紅星 (2021)

- 廣東讓賽盃 - (1) - 神龍駒 (2021)

- 九龍塘會盃 - (1) - 八心之威 (2021)

- 見習騎師學校50週年紀念盃 - (1) - 祥勝霸駒 (2022)

- 香港高爾夫球會百週年紀念盃 - (1) - 皇帝英明 (2022)

- 香港中華總商會盃 - (1) - 飛漲 (2023)

- 愛爾蘭錦標 - (1) - 皇帝英明 (2024)

- 韓國馬事會錦標 - (1) - 電氣騎士 (2024)

- 紀利華木球會挑戰盃 - (1) - 祥勝力駒 (2025)

- 木球會錦標 - (1) - 金駿星 (2025)

- 酋長錦標 - (1) - 將王 (2023)

## 練馬師所屬見習騎師
- 周俊樂（已升格為自由身騎師）

## 成就
- 香港冠軍騎師 - (13) - (2000/2001、2001/2002、2002/2003、2003/2004、2004/2005、2005/2006、2006/2007、2007/2008、2008/2009、2009/2010、2010/2011、2011/2012、2012/2013年度馬季)
- 最受歡迎騎師 - (8) - (2003/2004、2004/2005、2007/2008、2008/2009、2009/2010、2010/2011、2011/2012、2012/2013年度馬季)
- 國際騎師錦標賽冠軍 - (3) - (2002年、2007年、2008年)
- 首位在港單季取得超過100場頭馬的騎師 (2003-2004年度馬季)
- 世界超級騎師大賽冠軍 - (1) - (2004年)
- 國際騎師錦標賽亞軍 - (2) - (2005年、2010年)
- 終身成就獎（2019年）
- 在港累積頭馬最多騎師(逾1,800場)
- 在港累積贏得獎金最多的騎師(逾十六億港元)

## 在港策騎成績
| 年度        | 冠    | 亞    | 季    | 殿    | 第五  | 出賽次數 | 所贏獎金（港元） | 備註            |
| ----------- | ----- | ----- | ----- | ----- | ----- | -------- | ---------------- | --------------- |
| 1996 - 1997 | 50    | 40    | 27    | 31    | 24    | 313      | $ 29,409,309     | 策騎首季 (亞軍) |
| 1997 - 1998 | 89    | 72    | 61    | 59    | 43    | 545      | $ 61,620,897     | 第2季 (亞軍)    |
| 1998 - 1999 | 48    | 58    | 48    | 41    | 39    | 436      | $ 44,015,778     | 第3季           |
| 1999 - 2000 | 64    | 56    | 59    | 55    | 53    | 535      | $ 44,272,163     | 第4季           |
| 2000 - 2001 | 88    | 61    | 61    | 43    | 53    | 513      | $ 57,918,765     | 第5季 (冠軍)    |
| 2001 - 2002 | 77    | 71    | 61    | 63    | 51    | 562      | $ 63,514,400     | 第6季 (冠軍)    |
| 2002 - 2003 | 88    | 102   | 60    | 54    | 54    | 581      | $ 67,565,325     | 第7季 (冠軍)    |
| 2003 - 2004 | 106   | 86    | 77    | 56    | 56    | 608      | $ 82,729,570     | 第8季 (冠軍)    |
| 2004 - 2005 | 98    | 83    | 81    | 62    | 57    | 605      | $ 67,668,195     | 第9季 (冠軍)    |
| 2005 - 2006 | 114   | 86    | 75    | 66    | 41    | 645      | $ 79,130,045     | 第10季 (冠軍)   |
| 2006 - 2007 | 91    | 86    | 61    | 68    | 51    | 633      | $ 69,383,125     | 第11季 (冠軍)   |
| 2007 - 2008 | 111   | 78    | 70    | 60    | 41    | 570      | $ 79,749,935     | 第12季 (冠軍)   |
| 2008 - 2009 | 96    | 85    | 62    | 67    | 55    | 598      | $ 79,702,812     | 第13季 (冠軍)   |
| 2009 - 2010 | 100   | 83    | 74    | 47    | 62    | 601      | $ 86,326,000     | 第14季 (冠軍)   |
| 2010 - 2011 | 96    | 96    | 61    | 47    | 53    | 599      | $ 82,637,975     | 第15季 (冠軍)   |
| 2011 - 2012 | 107   | 70    | 65    | 55    | 55    | 561      | $ 104,055,949    | 第16季 (冠軍)   |
| 2012 - 2013 | 101   | 73    | 53    | 55    | 50    | 543      | $ 109,020,900    | 第17季 (冠軍)   |
| 2013 - 2014 | 88    | 69    | 59    | 62    | 55    | 570      | $ 106,348,525    | 第18季 (季軍)   |
| 2014 - 2015 | 74    | 61    | 73    | 71    | 52    | 599      | $ 104,557,575    | 第19季 (季軍)   |
| 2015 - 2016 | 36    | 56    | 50    | 47    | 47    | 521      | $ 49,919,125     | 第20季          |
| 2016 - 2017 | 41    | 36    | 32    | 48    | 49    | 460      | $ 46,327,565     | 第21季 (殿軍)   |
| 2017 - 2018 | 28    | 37    | 35    | 35    | 41    | 400      | $ 38,252,500     | 第22季          |
| 2018 - 2019 | 22    | 20    | 29    | 30    | 27    | 271      | $ 33,083,650     | 第23季          |
| 總計        | 1,813 | 1,565 | 1,334 | 1,222 | 1,109 | 12,269   | ＄ 1,587,210,083 |                 |

## 在港從練成績
| 年度        | 冠 | 亞 | 季 | 殿 | 第五 | 出馬總數 | 所贏獎金（港元） | 練馬師榜排名 | 備注     |
| ----------- | -- | -- | -- | -- | ---- | -------- | ---------------- | ------------ | -------- |
| 2019 - 2020 | 44 | 41 | 38 | 47 | 40   | 466      | $ 51,039,431.50  | 9 / 22       | 從練首季 |
| 2020 - 2021 | 41 | 49 | 55 | 41 | 39   | 517      | $ 71,549,750     | 7 / 22       | 第2季    |
| 2021 - 2022 | 46 | 51 | 61 | 43 | 58   | 519      | $96,944,950      | 6 / 22       | 第3季    |
| 2022 - 2023 | 37 | 39 | 61 | 36 | 46   | 532      | $61,080,775      | 11 / 22      | 第4季    |
| 2023 - 2024 | 40 | 48 | 39 | 36 | 32   | 496      | $61,449,185      | 11 / 21      | 第5季    |
| 2024 - 2025 | 30 | 32 | 34 | 36 | 38   | 480      | $41,922,740      | 15 / 22      | 第6季    |

## 在港從練資料
|                      | 日期          | 賽事                                      | 場地 | 馬場       | 馬名     | 騎師   | 名次 | 獨贏賠率 |
| -------------------- | ------------- | ----------------------------------------- | ---- | ---------- | -------- | ------ | ---- | -------- |
| 初出賽               | 2019年9月1日  | 第五班 - 1600米                           | 草地 | 沙田馬場   | 乘勝追擊 | 沈拿   | 4    | 5.7      |
| 首勝利               | 2019年9月1日  | 第五班 - 1200米                           | 草地 | 沙田馬場   | 明月昇輝 | 貝力斯 | 1    | 6.7      |
| 級際賽初出賽         | 2020年4月26日 | 一級賽 - 1600米（冠軍一哩賽）             | 草地 | 沙田馬場   | 創意天才 | 薛恩   | 8    | 123      |
| 級際賽首勝利         | 2021年1月6日  | 三級賽 - 1800米（一月盃）                 | 草地 | 跑馬地馬場 | 玖寶     | 蘇銘倫 | 1    | 3.9      |
| 一級賽初出賽         | 2020年4月26日 | 一級賽 - 1600米（冠軍一哩賽）             | 草地 | 沙田馬場   | 創意天才 | 薛恩   | 8    | 123      |
| 一級賽初勝利         | 2022年1月23日 | 一級賽 - 1200米（百週年紀念短途盃）       | 草地 | 沙田馬場   | 當家猴王 | 何澤堯 | 1    | 18       |
| 四歲系列經典賽初出賽 | 2021年1月24日 | 四歲系列經典賽 - 1600米（香港經典一哩賽） | 草地 | 沙田馬場   | 將王     | 楊明綸 | 9    | 192      |
| 四歲系列經典賽首勝利 | —             | —                                         | —    | —          | —        | —      | —    | —        |

## 資料來源
1. ↑  . 香港賽馬會.   [2009-07-01]. （原始内容存档于2009-06-29）.
2. ↑  . 文匯報. 2004-06-20. （原始内容存档于2011-07-01）.
3. ↑  .   [2020-09-21]. （原始内容存档于2019-02-13）.
4. ↑  . 大公報. 2008-07-02. （原始内容存档于2011-07-01）.
5. ↑  . 新浪網. （原始内容存档于2011-06-30）.
6. ↑  . 南華早報. 2016-05-22. （原始内容存档于2016-05-26）.
7. ↑  . 蘋果日報. 2016-07-13. （原始内容存档于2016-08-17）.
8. ↑  . 東方日報. 2016-07-13. （原始内容存档于2016-08-28）.
9. ↑  韋達被罰停賽一個月 http://std.stheadline.com/daily/news-content.php?id=1517964&target=2 （页面存档备份，存于）
10. ↑  停賽七天！韋達認命取消上訴 趕得切跑經典一哩賽  http://hk.apple.nextmedia.com/realtime/racing/20161213/56041434 （页面存档备份，存于）
11. ↑  http://www.hkjc.com/CHINESE/corporate/racing_news_item.asp?in_file=/chinese/news/2016-12/news_2016121301658.html （页面存档备份，存于） 馬會騎師韋達 - 停賽罰則
12. ↑  【戰況R6】有片！十三少復出 小方幫佢洗塵 http://racing.on.cc/news.html?id=20170118220758 （页面存档备份，存于）
13. ↑  https://hk.sports.appledaily.com/racing/realtime/article/20181028/58846293 （页面存档备份，存于） 【寫下香港賽馬史】騎師韋達贏夠1800Win！總獎金累積16億
14. ↑  【有片】唔會急流湧退 韋達預告騎多五、六年？  http://racing.on.cc/news.html?articleId=bknrac-20181028183107248-1028_01002_001 （页面存档备份，存于）
15. ↑  https://hk.sports.appledaily.com/racing/realtime/article/20190130/59203508 （页面存档备份，存于） 【谷中掛靴戰最叻第四】特意感謝告仔！韋達百感交集吻別馬迷
16. ↑  韋達在一片歡呼聲中高掛馬靴 https://racingnews.hkjc.com/chinese/2019/02/10/%E9%9F%8B%E9%81%94%E5%9C%A8%E4%B8%80%E7%89%87%E6%AD%A1%E5%91%BC%E8%81%B2%E4%B8%AD%E9%AB%98%E6%8E%9B%E9%A6%AC%E9%9D%B4/ （页面存档备份，存于）
17. ↑  韋達獲頒終身成就獎https://campaigns.hkjc.com/season-end/ch/news/whyte-to-receive-lifetime-achievement-award[]
18. ↑  .   [2024-04-06]. （原始内容存档于2024-04-06）.
19. ↑  .   [2024-04-06]. （原始内容存档于2024-04-06）.
20. ↑  韋達：未準備掛靴！
21. ↑  牌照委員會的決定  https://racingnews.hkjc.com/chinese/2019/01/22/牌照委員會的決定/ （页面存档备份，存于）
22. ↑  十三屆冠軍騎師韋達獲發練馬師牌照
https://racingnews.hkjc.com/chinese/2019/01/22/%e5%8d%81%e4%b8%89%e5%b1%86%e5%86%a0%e8%bb%8d%e9%a8%8e%e5%b8%ab%e9%9f%8b%e9%81%94%e7%8d%b2%e7%99%bc%e7%b7%b4%e9%a6%ac%e5%b8%ab%e7%89%8c%e7%85%a7/ （页面存档备份，存于）
23. ↑  十三屆冠軍騎師韋達獲發練馬師牌照  https://racingnews.hkjc.com/chinese/2019/01/22/十三屆冠軍騎師韋達獲發練馬師牌照/ （页面存档备份，存于）
24. ↑  https://racingnews.hkjc.com/chinese/2019/01/22/%e9%a6%99%e6%b8%af%e5%82%91%e5%87%ba%e9%a8%8e%e5%b8%ab%e9%9f%8b%e9%81%94%e6%ba%96%e5%82%99%e5%b1%95%e9%96%8b%e4%ba%ba%e7%94%9f%e6%96%b0%e7%af%87%e7%ab%a0/ （页面存档备份，存于） 香港傑出騎師韋達準備展開人生新篇章
25. ↑  .   [2019-01-31]. （原始内容存档于2019-02-01）.
26. ↑  http://racing.on.cc/news.html?articleId=bknrac-20190130173447209-0130_01002_001 （页面存档备份，存于） 【加州更好】告東尼明醒韋達谷戰告別賽駒？
27. ↑  【自爆睇中薛順強原因】韋達唔信邪：「韋廐」可為奧運馬房轉運！https://hk.sports.appledaily.com/racing/realtime/article/20190517/59610966 （页面存档备份，存于）
28. ↑   https://racingnews.hkjc.com/chinese/2019/09/01/%E9%9F%8B%E9%81%94%E6%86%91%E3%80%8C%E6%98%8E%E6%9C%88%E6%98%87%E8%BC%9D%E3%80%8D%E5%8F%96%E5%BE%97%E5%BE%9E%E7%B7%B4%E5%BE%8C%E9%A6%96%E5%A0%B4%E5%8B%9D%E5%88%A9/ 韋達憑「明月昇輝」取得從練後首場勝利
29. ↑  http://racing.on.cc/news.html?articleId=bknrac-20190908150053286-0908_01002_001 （页面存档备份，存于） 【戰況R4】有片！從練第一盃 黐住韋達有運行
30. ↑  D布新兵省招牌 韋達從練首次起孖 http://racing.on.cc/racing/new/20191222/rjnewa0001x0.html （页面存档备份，存于）
31. ↑  https://racingnews.hkjc.com/chinese/2020/05/04/%E8%A6%8B%E7%BF%92%E9%A8%8E%E5%B8%AB%E5%91%A8%E4%BF%8A%E6%A8%82/ （页面存档备份，存于） 
見習騎師周俊樂
32. ↑  http://racing.on.cc/news.html?articleId=bknrac-20200509163505623-0509_01002_001 （页面存档备份，存于） 【戰況R7】賽前有晒Plan 韋達教晒樂仔點走位
33. ↑  https://racing.on.cc/news.html?articleId=bknrac-20210106202928490-0106_01002_001 （页面存档备份，存于） 【戰況R4】勁到癲！神蘇幫韋達贏出首項分級賽！
34. ↑  https://hk.on.cc/bknrac/bkn/cnt/news/20220123/bknrac-20220123145356075-0123_01002_001.html （页面存档备份，存于） 【百週年紀念短途盃】爆！當家猴王首勝一級賽！
35. ↑  https://hk.on.cc/bknrac/bkn/cnt/news/20220220/bknrac-20220220164605714-0220_01002_001.html （页面存档备份，存于） 【戰況R8】金鎗再輸！天文學家子嗣雨中摘金！
36. ↑  https://racing.on.cc/news.html?articleId=bknrac-20230218213525073-0218_01002_001 （页面存档备份，存于）  韋達為港爭光！將王遠征捧走G1酋長錦標！
37. ↑  https://racing.on.cc/news.html?articleId=bknrac-20230528164119662-0528_01002_001 （页面存档备份，存于）  肥仔潘初騎浪漫勇士放頭 鬥輸畀將王！
38. ↑  .   [2023-02-17]. （原始内容存档于2023-02-17）.

## 外部連結
- []熱爆JC Blog - 韋達 （必需在myHKJC註冊才能觀看）
- 韋達 策騎紀錄 （页面存档备份，存于） 香港賽馬會